# Mount Hurley
Mount Hurley ist ein 560 m hohes und schneebedecktes Massiv mit steilen, unverschneiten Flanken an der Westseite an der Küste des ostantarktischen Enderbylands. Es ragt 11 km südlich des Kap Ann und 5 km südlich des Mount Biscoe auf.
Teilnehmer der British Australian and New Zealand Antarctic Research Expedition (1929–1931) unter der Leitung des australischen Polarforschers Douglas Mawson entdeckten ihn im Januar 1930. Mawson benannten den Berg nach dem australischen Fotografen Frank Hurley (1885–1962), Teilnehmer an dieser Forschungsreise sowie an Mawsons Australasiatischen Antarktisexpedition (1911–1914) und an der Endurance-Expedition (1914–1917) unter der Leitung des britischen Polarforschers Ernest Shackleton.